# Férfi jégkorongtorna a 2018. évi téli olimpiai játékokon
A 2018. évi téli olimpiai játékokon a férfi jégkorongtornát Phjongcshang két csarnokában rendezték február 10. és 25. között. A tornán 12 csapat vett részt. Az aranyérmet az orosz csapat nyerte, akik Olimpikonok Oroszországból néven szerepeltek.

## Résztvevők
A tornán a Nemzetközi Jégkorongszövetség által készített 2015-ös világranglista első nyolc helyezettje, a rendező Dél-Korea, valamint a három olimpiai selejtezőtorna győztesei vehetett részt.

## Lebonyolítás
A tizenkét csapatot három darab négyes csoportba osztották be (zárójelben a csapat világranglistán elfoglalt helyezése olvasható, ami meghatározta a csoportbeli elhelyezésüket). A csoportkörben körmérkőzéseket játszottak a csapatok. A csoportok első helyezettjei és a legjobb második a negyeddöntőbe jutott, a többi csapat rájátszást játszott a negyeddöntőbe jutásért. A negyeddöntőtől egyenes kieséses rendszerben folytatódott a torna.

## Csoportkör

### A csoport
| Hely. | Csapat     | M | Gy | HGy | HV | V | G+ | G– | Gk  | P | Továbbjutás                       |
| ----- | ---------- | - | -- | --- | -- | - | -- | -- | --- | - | --------------------------------- |
| 1.    | Csehország | 3 | 2  | 1   | 0  | 0 | 9  | 4  | +5  | 8 | Továbbjutott a negyeddöntőbe      |
| 2.    | Kanada     | 3 | 2  | 0   | 1  | 0 | 11 | 4  | +7  | 7 | Továbbjutott a negyeddöntőbe      |
| 3.    | Svájc      | 3 | 1  | 0   | 0  | 2 | 10 | 9  | +1  | 3 | A negyeddöntőbe jutásért játszott |
| 4.    | Dél-Korea  | 3 | 0  | 0   | 0  | 3 | 1  | 14 | −13 | 0 | A negyeddöntőbe jutásért játszott |

| 2018. február 15. 21:10 (13:10) | Csehország (CZE) | 2–1 (2–1, 0–0, 0–0) | Dél-Korea (KOR) | Gangneung Hockey Center, Phjongcshang Nézőszám: 6025 |

| Jegyzőkönyv | Jegyzőkönyv    | Jegyzőkönyv                   | Jegyzőkönyv | Jegyzőkönyv                                                                         |
| --- | -------------- | ----------------------------- | ----------- | ----------------------------------------------------------------------------------- |
| | Pavel Francouz | Kapusok                       | Matt Dalton | Játékvezetők: Mark Lemelin Linus Öhlund Vonalbírók: Henrik Pihlblad Sakari Suominen |
| \| \| 0–1 \| 07:34 – Cho (Radunske, Swift) \| \| Kovář (Řepík, Sekáč) (PP) – 11:59 \| 1–1 \| \| \| Řepík (Birner, Francouz) (SH) – 16:18 \| 2–1 \| \| |                |                               |             | Játékvezetők: Mark Lemelin Linus Öhlund Vonalbírók: Henrik Pihlblad Sakari Suominen |
| 8 perc | Büntetések     | 6 perc                        |             | Játékvezetők: Mark Lemelin Linus Öhlund Vonalbírók: Henrik Pihlblad Sakari Suominen |
| 40 | Lövések        | 18                            |             | Játékvezetők: Mark Lemelin Linus Öhlund Vonalbírók: Henrik Pihlblad Sakari Suominen |
| | 0–1            | 07:34 – Cho (Radunske, Swift) |             | Játékvezetők: Mark Lemelin Linus Öhlund Vonalbírók: Henrik Pihlblad Sakari Suominen |
| Kovář (Řepík, Sekáč) (PP) – 11:59 | 1–1            |                               |             | Játékvezetők: Mark Lemelin Linus Öhlund Vonalbírók: Henrik Pihlblad Sakari Suominen |
| Řepík (Birner, Francouz) (SH) – 16:18 | 2–1            |                               |             | Játékvezetők: Mark Lemelin Linus Öhlund Vonalbírók: Henrik Pihlblad Sakari Suominen |

| 2018. február 15. 21:10 (13:10) | Svájc (SUI) | 1–5 (0–2, 0–2, 1–1) | Kanada (CAN) | Kwandong Hockey Center, Phjongcshang Nézőszám: 2802 |

| Jegyzőkönyv | Jegyzőkönyv                  | Jegyzőkönyv                          | Jegyzőkönyv  | Jegyzőkönyv                                                                                 |
| --- | ---------------------------- | ------------------------------------ | ------------ | ------------------------------------------------------------------------------------------- |
| | Leonardo Genoni Jonas Hiller | Kapusok                              | Ben Scrivens | Játékvezetők: Antonín Jeřábek Konstantin Olenin Vonalbírók: Jimmy Dahmen Alexander Otmakhov |
| \| \| 0–1 \| 02:57 – Bourque (Lee, Roy) \| \| \| 0–2 \| 07:30 – Noreau (Lee, Roy) (PP) \| \| \| 0–3 \| 25:00 – Bourque (Roy) (PP) \| \| \| 0–4 \| 25:52 – Wolski (Noreau) \| \| Moser (Rüfenacht, Ambühl) (PP, EA) – 47:33 \| 1–4 \| \| \| \| 1–5 \| 54:53 – Wolski (Kelly, Ebbett) (ENG) \| |                              |                                      |              | Játékvezetők: Antonín Jeřábek Konstantin Olenin Vonalbírók: Jimmy Dahmen Alexander Otmakhov |
| 6 perc | Büntetések                   | 6 perc                               |              | Játékvezetők: Antonín Jeřábek Konstantin Olenin Vonalbírók: Jimmy Dahmen Alexander Otmakhov |
| 29 | Lövések                      | 28                                   |              | Játékvezetők: Antonín Jeřábek Konstantin Olenin Vonalbírók: Jimmy Dahmen Alexander Otmakhov |
| | 0–1                          | 02:57 – Bourque (Lee, Roy)           |              | Játékvezetők: Antonín Jeřábek Konstantin Olenin Vonalbírók: Jimmy Dahmen Alexander Otmakhov |
| | 0–2                          | 07:30 – Noreau (Lee, Roy) (PP)       |              | Játékvezetők: Antonín Jeřábek Konstantin Olenin Vonalbírók: Jimmy Dahmen Alexander Otmakhov |
| | 0–3                          | 25:00 – Bourque (Roy) (PP)           |              | Játékvezetők: Antonín Jeřábek Konstantin Olenin Vonalbírók: Jimmy Dahmen Alexander Otmakhov |
| | 0–4                          | 25:52 – Wolski (Noreau)              |              |                                                                                             |
| Moser (Rüfenacht, Ambühl) (PP, EA) – 47:33 | 1–4                          |                                      |              |                                                                                             |
| | 1–5                          | 54:53 – Wolski (Kelly, Ebbett) (ENG) |              |                                                                                             |

| 2018. február 17. 12:10 (4:10) | Kanada (CAN) | 2–3 (sz.) (2–1, 0–1, 0–0) (h.u.:: 0–0) (sz.: 0–1) | Csehország (CZE) | Gangneung Hockey Center, Phjongcshang Nézőszám: 6731 |

| Jegyzőkönyv | Jegyzőkönyv  | Jegyzőkönyv                    | Jegyzőkönyv    | Jegyzőkönyv                                                                     |
| --- | ------------ | ------------------------------ | -------------- | ------------------------------------------------------------------------------- |
| | Ben Scrivens | Kapusok                        | Pavel Francouz | Játékvezetők: Roman Gofman Anssi Salonen Vonalbírók: Gleb Lazarov Judson Ritter |
| \| Raymond (Vey, Gragnani) (PP) – 01:13 \| 1–0 \| \| \| \| 1–1 \| 06:52 – Kubalík \| \| Bourque (Noreau, Brulé) (PP) – 13:30 \| 2–1 \| \| \| \| 2–2 \| 20:25 – Jordán (Birner, Horák) \| |              |                                |                | Játékvezetők: Roman Gofman Anssi Salonen Vonalbírók: Gleb Lazarov Judson Ritter |
| Lapierre Wolski Roy Bourque Noreau | Szétlövés    | Růžička Koukal Kovář Červenka  |                | Játékvezetők: Roman Gofman Anssi Salonen Vonalbírók: Gleb Lazarov Judson Ritter |
| 6 perc | Büntetések   | 10 perc                        |                | Játékvezetők: Roman Gofman Anssi Salonen Vonalbírók: Gleb Lazarov Judson Ritter |
| 33 | Lövések      | 21                             |                | Játékvezetők: Roman Gofman Anssi Salonen Vonalbírók: Gleb Lazarov Judson Ritter |
| Raymond (Vey, Gragnani) (PP) – 01:13 | 1–0          |                                |                | Játékvezetők: Roman Gofman Anssi Salonen Vonalbírók: Gleb Lazarov Judson Ritter |
| | 1–1          | 06:52 – Kubalík                |                | Játékvezetők: Roman Gofman Anssi Salonen Vonalbírók: Gleb Lazarov Judson Ritter |
| Bourque (Noreau, Brulé) (PP) – 13:30 | 2–1          |                                |                |                                                                                 |
| | 2–2          | 20:25 – Jordán (Birner, Horák) |                |                                                                                 |

| 2018. február 17. 16:40 (8:40) | Dél-Korea (KOR) | 0–8 (0–1, 0–2, 0–5) | Svájc (SUI) | Gangneung Hockey Center, Phjongcshang Nézőszám: 6568 |

| Jegyzőkönyv | Jegyzőkönyv              | Jegyzőkönyv                             | Jegyzőkönyv  | Jegyzőkönyv                                                                          |
| --- | ------------------------ | --------------------------------------- | ------------ | ------------------------------------------------------------------------------------ |
| | Matt Dalton Park Sung-je | Kapusok                                 | Jonas Hiller | Játékvezetők: Jan Hribik Aleksi Rantala Vonalbírók: Miroslav Lhotský Fraser McIntyre |
| \| \| 0–1 \| 10:23 – Hollenstein (Haas, Loeffel) \| \| \| 0–2 \| 27:36 – Du Bois \| \| \| 0–3 \| 35:55 – Suter (Herzog) \| \| \| 0–4 \| 43:50 – Rüfenacht (Untersander, Almond) \| \| \| 0–5 \| 45:17 – Suter (Ambühl, Moser) \| \| \| 0–6 \| 46:45 – Schäppi (Almond, Geering) \| \| \| 0–7 \| 51:24 – Suter (Geering, Ambühl) \| \| \| 0–8 \| 55:10 – Corvi (Hofmann, Du Bois) \| |                          |                                         |              | Játékvezetők: Jan Hribik Aleksi Rantala Vonalbírók: Miroslav Lhotský Fraser McIntyre |
| 8 perc | Büntetések               | 10 perc                                 |              | Játékvezetők: Jan Hribik Aleksi Rantala Vonalbírók: Miroslav Lhotský Fraser McIntyre |
| 25 | Lövések                  | 34                                      |              | Játékvezetők: Jan Hribik Aleksi Rantala Vonalbírók: Miroslav Lhotský Fraser McIntyre |
| | 0–1                      | 10:23 – Hollenstein (Haas, Loeffel)     |              | Játékvezetők: Jan Hribik Aleksi Rantala Vonalbírók: Miroslav Lhotský Fraser McIntyre |
| | 0–2                      | 27:36 – Du Bois                         |              | Játékvezetők: Jan Hribik Aleksi Rantala Vonalbírók: Miroslav Lhotský Fraser McIntyre |
| | 0–3                      | 35:55 – Suter (Herzog)                  |              | Játékvezetők: Jan Hribik Aleksi Rantala Vonalbírók: Miroslav Lhotský Fraser McIntyre |
| | 0–4                      | 43:50 – Rüfenacht (Untersander, Almond) |              |                                                                                      |
| | 0–5                      | 45:17 – Suter (Ambühl, Moser)           |              |                                                                                      |
| | 0–6                      | 46:45 – Schäppi (Almond, Geering)       |              |                                                                                      |
| | 0–7                      | 51:24 – Suter (Geering, Ambühl)         |              |                                                                                      |
| | 0–8                      | 55:10 – Corvi (Hofmann, Du Bois)        |              |                                                                                      |

| 2018. február 18. 16:40 (8:40) | Csehország (CZE) | 4–1 (1–1, 0–0, 3–0) | Svájc (SUI) | Gangneung Hockey Center, Phjongcshang Nézőszám: 6137 |

| Jegyzőkönyv | Jegyzőkönyv    | Jegyzőkönyv                       | Jegyzőkönyv  | Jegyzőkönyv                                                                              |
| --- | -------------- | --------------------------------- | ------------ | ---------------------------------------------------------------------------------------- |
| | Pavel Francouz | Kapusok                           | Jonas Hiller | Játékvezetők: Brett Iverson Konstantin Olenin Vonalbírók: Judson Ritter Nathan Vanoosten |
| \| Řepík (Erat, Horák) (PP) – 07:09 \| 1–0 \| \| \| \| 1–1 \| 14:47 – Rüfenacht (Ambühl, Suter) \| \| Kubalík (Kovář, Kolář) – 43:02 \| 2–1 \| \| \| Červenka (Kolář) (ENG) – 58:40 \| 3–1 \| \| \| Řepík (Birner, Nakládal) (ENG) – 59:11 \| 4–1 \| \| |                |                                   |              | Játékvezetők: Brett Iverson Konstantin Olenin Vonalbírók: Judson Ritter Nathan Vanoosten |
| 10 perc | Büntetések     | 2 perc                            |              | Játékvezetők: Brett Iverson Konstantin Olenin Vonalbírók: Judson Ritter Nathan Vanoosten |
| 28 | Lövések        | 29                                |              | Játékvezetők: Brett Iverson Konstantin Olenin Vonalbírók: Judson Ritter Nathan Vanoosten |
| Řepík (Erat, Horák) (PP) – 07:09 | 1–0            |                                   |              | Játékvezetők: Brett Iverson Konstantin Olenin Vonalbírók: Judson Ritter Nathan Vanoosten |
| | 1–1            | 14:47 – Rüfenacht (Ambühl, Suter) |              | Játékvezetők: Brett Iverson Konstantin Olenin Vonalbírók: Judson Ritter Nathan Vanoosten |
| Kubalík (Kovář, Kolář) – 43:02 | 2–1            |                                   |              | Játékvezetők: Brett Iverson Konstantin Olenin Vonalbírók: Judson Ritter Nathan Vanoosten |
| Červenka (Kolář) (ENG) – 58:40 | 3–1            |                                   |              |                                                                                          |
| Řepík (Birner, Nakládal) (ENG) – 59:11 | 4–1            |                                   |              |                                                                                          |

| 2018. február 18. 21:10 (13:10) | Kanada (CAN) | 4–0 (1–0, 1–0, 2–0) | Dél-Korea (KOR) | Gangneung Hockey Center, Phjongcshang Nézőszám: 6038 |

| Jegyzőkönyv | Jegyzőkönyv  | Jegyzőkönyv | Jegyzőkönyv | Jegyzőkönyv                                                                     |
| --- | ------------ | ----------- | ----------- | ------------------------------------------------------------------------------- |
| | Kevin Poulin | Kapusok     | Matt Dalton | Játékvezetők: Jozef Kubuš Daniel Stricker Vonalbírók: Nicolas Fluri Vít Lederer |
| \| Thomas (Genoway, Wolski) – 07:36 \| 1–0 \| \| \| O'Dell (Gragnani, Klinkhammer) – 34:22 \| 2–0 \| \| \| Lapierre (Roy) – 45:43 \| 3–0 \| \| \| Brulé (Lee, Roy) (PP) – 58:02 \| 4–0 \| \| |              |             |             | Játékvezetők: Jozef Kubuš Daniel Stricker Vonalbírók: Nicolas Fluri Vít Lederer |
| 8 perc | Büntetések   | 8 perc      |             | Játékvezetők: Jozef Kubuš Daniel Stricker Vonalbírók: Nicolas Fluri Vít Lederer |
| 49 | Lövések      | 19          |             | Játékvezetők: Jozef Kubuš Daniel Stricker Vonalbírók: Nicolas Fluri Vít Lederer |
| Thomas (Genoway, Wolski) – 07:36 | 1–0          |             |             | Játékvezetők: Jozef Kubuš Daniel Stricker Vonalbírók: Nicolas Fluri Vít Lederer |
| O'Dell (Gragnani, Klinkhammer) – 34:22 | 2–0          |             |             | Játékvezetők: Jozef Kubuš Daniel Stricker Vonalbírók: Nicolas Fluri Vít Lederer |
| Lapierre (Roy) – 45:43 | 3–0          |             |             | Játékvezetők: Jozef Kubuš Daniel Stricker Vonalbírók: Nicolas Fluri Vít Lederer |
| Brulé (Lee, Roy) (PP) – 58:02 | 4–0          |             |             |                                                                                 |

### B csoport
| Hely. | Csapat                 | M | Gy | HGy | HV | V | G+ | G– | Gk | P | Továbbjutás                       |
| ----- | ---------------------- | - | -- | --- | -- | - | -- | -- | -- | - | --------------------------------- |
| 1.    | Oroszország versenyzői | 3 | 2  | 0   | 0  | 1 | 14 | 5  | +9 | 6 | Továbbjutott a negyeddöntőbe      |
| 2.    | Szlovénia              | 3 | 0  | 2   | 0  | 1 | 8  | 12 | −4 | 4 | A negyeddöntőbe jutásért játszott |
| 3.    | Egyesült Államok       | 3 | 1  | 0   | 1  | 1 | 4  | 8  | −4 | 4 | A negyeddöntőbe jutásért játszott |
| 4.    | Szlovákia              | 3 | 1  | 0   | 1  | 1 | 6  | 7  | −1 | 4 | A negyeddöntőbe jutásért játszott |

| 2018. február 14. 21:10 (13:10) | Szlovákia (SVK) | 3–2 (2–2, 0–0, 1–0) | Olimpikonok Oroszországból (OAR) | Gangneung Hockey Center, Phjongcshang Nézőszám: 4025 |

| Jegyzőkönyv | Jegyzőkönyv      | Jegyzőkönyv                        | Jegyzőkönyv        | Jegyzőkönyv                                                                         |
| --- | ---------------- | ---------------------------------- | ------------------ | ----------------------------------------------------------------------------------- |
| | Branislav Konrád | Kapusok                            | Vaszilij Kosecskin | Játékvezetők: Brett Iverson Aleksi Rantala Vonalbírók: Vít Lederer Nathan Vanoosten |
| \| \| 0–1 \| 02:54 – Gavrikov (Vojnov, Sirokov) \| \| \| 0–2 \| 04:08 – Kaprizov (Guszev) \| \| Ölvecký (Graňák) – 16:05 \| 1–2 \| \| \| Bakoš – 17:55 \| 2–2 \| \| \| Čerešňák (Haščák, Bakoš) (PP) – 48:30 \| 3–2 \| \| |                  |                                    |                    | Játékvezetők: Brett Iverson Aleksi Rantala Vonalbírók: Vít Lederer Nathan Vanoosten |
| 12 perc | Büntetések       | 10 perc                            |                    | Játékvezetők: Brett Iverson Aleksi Rantala Vonalbírók: Vít Lederer Nathan Vanoosten |
| 19 | Lövések          | 22                                 |                    | Játékvezetők: Brett Iverson Aleksi Rantala Vonalbírók: Vít Lederer Nathan Vanoosten |
| | 0–1              | 02:54 – Gavrikov (Vojnov, Sirokov) |                    | Játékvezetők: Brett Iverson Aleksi Rantala Vonalbírók: Vít Lederer Nathan Vanoosten |
| | 0–2              | 04:08 – Kaprizov (Guszev)          |                    | Játékvezetők: Brett Iverson Aleksi Rantala Vonalbírók: Vít Lederer Nathan Vanoosten |
| Ölvecký (Graňák) – 16:05 | 1–2              |                                    |                    | Játékvezetők: Brett Iverson Aleksi Rantala Vonalbírók: Vít Lederer Nathan Vanoosten |
| Bakoš – 17:55 | 2–2              |                                    |                    |                                                                                     |
| Čerešňák (Haščák, Bakoš) (PP) – 48:30 | 3–2              |                                    |                    |                                                                                     |

| 2018. február 14. 21:10 (13:10) | Egyesült Államok (USA) | 2–3 (h.u.) (1–0, 1–0, 0–2) (h.u.: 0–1) | Szlovénia (SLO) | Kwandong Hockey Center, Phjongcshang Nézőszám: 3348 |

| Jegyzőkönyv | Jegyzőkönyv   | Jegyzőkönyv                      | Jegyzőkönyv    | Jegyzőkönyv                                                                       |
| --- | ------------- | -------------------------------- | -------------- | --------------------------------------------------------------------------------- |
| | Ryan Zapolski | Kapusok                          | Gašper Krošelj | Játékvezetők: Jan Hribik Anssi Salonen Vonalbírók: Roman Kaderli Lukas Kohlmüller |
| \| O'Neill (Roe, Donato) – 17:44 \| 1–0 \| \| \| Greenway (O'Neill, Sanguinetti) – 32:57 \| 2–0 \| \| \| \| 2–1 \| 45:49 – Urbas (Gregorc, Vidmar) \| \| \| 2–2 \| 58:23 – Muršak (Gregorc, Verlič) \| \| \| 2–3 \| 60:38 – Muršak (Tičar, Urbas) \| |               |                                  |                | Játékvezetők: Jan Hribik Anssi Salonen Vonalbírók: Roman Kaderli Lukas Kohlmüller |
| 6 perc | Büntetések    | 6 perc                           |                | Játékvezetők: Jan Hribik Anssi Salonen Vonalbírók: Roman Kaderli Lukas Kohlmüller |
| 36 | Lövések       | 25                               |                | Játékvezetők: Jan Hribik Anssi Salonen Vonalbírók: Roman Kaderli Lukas Kohlmüller |
| O'Neill (Roe, Donato) – 17:44 | 1–0           |                                  |                | Játékvezetők: Jan Hribik Anssi Salonen Vonalbírók: Roman Kaderli Lukas Kohlmüller |
| Greenway (O'Neill, Sanguinetti) – 32:57 | 2–0           |                                  |                | Játékvezetők: Jan Hribik Anssi Salonen Vonalbírók: Roman Kaderli Lukas Kohlmüller |
| | 2–1           | 45:49 – Urbas (Gregorc, Vidmar)  |                | Játékvezetők: Jan Hribik Anssi Salonen Vonalbírók: Roman Kaderli Lukas Kohlmüller |
| | 2–2           | 58:23 – Muršak (Gregorc, Verlič) |                |                                                                                   |
| | 2–3           | 60:38 – Muršak (Tičar, Urbas)    |                |                                                                                   |

| 2018. február 16. 12:10 (4:10) | Egyesült Államok (USA) | 2–1 (1–1, 0–0, 1–0) | Szlovákia (SVK) | Gangneung Hockey Center, Phjongcshang Nézőszám: 5652 |

| Jegyzőkönyv | Jegyzőkönyv   | Jegyzőkönyv                        | Jegyzőkönyv | Jegyzőkönyv                                                                            |
| --- | ------------- | ---------------------------------- | ----------- | -------------------------------------------------------------------------------------- |
| | Ryan Zapolski | Kapusok                            | Ján Laco    | Játékvezetők: Olivier Gouin Tobias Wehrli Vonalbírók: Nicolas Fluri Alexander Otmakhov |
| \| Donato (Terry, Bourque) (PP) – 07:10 \| 1–0 \| \| \| \| 1–1 \| 07:35 – Kudrna (Surový, Čajkovský) \| \| Donato (Arcobello, Bourque) (PP) – 42:51 \| 2–1 \| \| |               |                                    |             | Játékvezetők: Olivier Gouin Tobias Wehrli Vonalbírók: Nicolas Fluri Alexander Otmakhov |
| 4 perc | Büntetések    | 10 perc                            |             | Játékvezetők: Olivier Gouin Tobias Wehrli Vonalbírók: Nicolas Fluri Alexander Otmakhov |
| 31 | Lövések       | 22                                 |             | Játékvezetők: Olivier Gouin Tobias Wehrli Vonalbírók: Nicolas Fluri Alexander Otmakhov |
| Donato (Terry, Bourque) (PP) – 07:10 | 1–0           |                                    |             | Játékvezetők: Olivier Gouin Tobias Wehrli Vonalbírók: Nicolas Fluri Alexander Otmakhov |
| | 1–1           | 07:35 – Kudrna (Surový, Čajkovský) |             | Játékvezetők: Olivier Gouin Tobias Wehrli Vonalbírók: Nicolas Fluri Alexander Otmakhov |
| Donato (Arcobello, Bourque) (PP) – 42:51 | 2–1           |                                    |             | Játékvezetők: Olivier Gouin Tobias Wehrli Vonalbírók: Nicolas Fluri Alexander Otmakhov |

| 2018. február 16. 16:40 (8:40) | Olimpikonok Oroszországból (OAR) | 8–2 (2–0, 4–1, 2–1) | Szlovénia (SLO) | Gangneung Hockey Center, Phjongcshang Nézőszám: 6018 |

| Jegyzőkönyv | Jegyzőkönyv                                | Jegyzőkönyv                          | Jegyzőkönyv  | Jegyzőkönyv                                                                            |
| --- | ------------------------------------------ | ------------------------------------ | ------------ | -------------------------------------------------------------------------------------- |
| | Vaszilij Kosecskin Ilja Igorevics Szorokin | Kapusok                              | Luka Gračnar | Játékvezetők: Mark Lemelin Daniel Stricker Vonalbírók: Lukas Kohlmüller Hannu Sormunen |
| \| Mozjakin (Dacjuk, Guszev) (PP) – 18:23 \| 1–0 \| \| \| Kovalcsuk (Jakovlev, Andronov) – 18:45 \| 2–0 \| \| \| Barabanov (Grigorenko, Kalinyin) (PP) – 26:00 \| 3–0 \| \| \| Kablukov (Kovalcsuk, Zub) – 28:48 \| 4–0 \| \| \| Kaprizov (Guszev, Kiszelevics) – 30:02 \| 5–0 \| \| \| \| 5–1 \| 33:31 – Muršak (Verlič, Anže Kuralt) \| \| Kovalcsuk (Kalinyin, Andronov) – 37:16 \| 6–1 \| \| \| Kaprizov (Dacjuk, Kiszelevics) – 41:15 \| 7–1 \| \| \| Kaprizov (Zub, Guszev) – 47:12 \| 8–1 \| \| \| \| 8–2 \| 59:27 – Pance (Sabolič) \| |                                            |                                      |              | Játékvezetők: Mark Lemelin Daniel Stricker Vonalbírók: Lukas Kohlmüller Hannu Sormunen |
| 8 perc | Büntetések                                 | 6 perc                               |              | Játékvezetők: Mark Lemelin Daniel Stricker Vonalbírók: Lukas Kohlmüller Hannu Sormunen |
| 34 | Lövések                                    | 15                                   |              | Játékvezetők: Mark Lemelin Daniel Stricker Vonalbírók: Lukas Kohlmüller Hannu Sormunen |
| Mozjakin (Dacjuk, Guszev) (PP) – 18:23 | 1–0                                        |                                      |              | Játékvezetők: Mark Lemelin Daniel Stricker Vonalbírók: Lukas Kohlmüller Hannu Sormunen |
| Kovalcsuk (Jakovlev, Andronov) – 18:45 | 2–0                                        |                                      |              | Játékvezetők: Mark Lemelin Daniel Stricker Vonalbírók: Lukas Kohlmüller Hannu Sormunen |
| Barabanov (Grigorenko, Kalinyin) (PP) – 26:00 | 3–0                                        |                                      |              | Játékvezetők: Mark Lemelin Daniel Stricker Vonalbírók: Lukas Kohlmüller Hannu Sormunen |
| Kablukov (Kovalcsuk, Zub) – 28:48 | 4–0                                        |                                      |              |                                                                                        |
| Kaprizov (Guszev, Kiszelevics) – 30:02 | 5–0                                        |                                      |              |                                                                                        |
| | 5–1                                        | 33:31 – Muršak (Verlič, Anže Kuralt) |              |                                                                                        |
| Kovalcsuk (Kalinyin, Andronov) – 37:16 | 6–1                                        |                                      |              |                                                                                        |
| Kaprizov (Dacjuk, Kiszelevics) – 41:15 | 7–1                                        |                                      |              |                                                                                        |
| Kaprizov (Zub, Guszev) – 47:12 | 8–1                                        |                                      |              |                                                                                        |
| | 8–2                                        | 59:27 – Pance (Sabolič)              |              |                                                                                        |

| 2018. február 17. 21:10 (13:10) | Olimpikonok Oroszországból (OAR) | 4–0 (1–0, 2–0, 1–0) | Egyesült Államok (USA) | Gangneung Hockey Center, Phjongcshang Nézőszám: 6473 |

| Jegyzőkönyv | Jegyzőkönyv        | Jegyzőkönyv | Jegyzőkönyv   | Jegyzőkönyv                                                                  |
| --- | ------------------ | ----------- | ------------- | ---------------------------------------------------------------------------- |
| | Vaszilij Kosecskin | Kapusok     | Ryan Zapolski | Játékvezetők: Jozef Kubuš Linus Öhlund Vonalbírók: Vít Lederer Nicolas Fluri |
| \| Prohorkin (Mozjakin, Barabanov) – 07:21 \| 1–0 \| \| \| Prohorkin (Sirokov, Mozjakin) – 22:14 \| 2–0 \| \| \| Kovalcsuk (Andronov) – 39:59 \| 3–0 \| \| \| Kovalcsuk (Vojnov, Andronov) – 40:28 \| 4–0 \| \| |                    |             |               | Játékvezetők: Jozef Kubuš Linus Öhlund Vonalbírók: Vít Lederer Nicolas Fluri |
| 10 perc | Büntetések         | 10 perc     |               | Játékvezetők: Jozef Kubuš Linus Öhlund Vonalbírók: Vít Lederer Nicolas Fluri |
| 26 | Lövések            | 29          |               | Játékvezetők: Jozef Kubuš Linus Öhlund Vonalbírók: Vít Lederer Nicolas Fluri |
| Prohorkin (Mozjakin, Barabanov) – 07:21 | 1–0                |             |               | Játékvezetők: Jozef Kubuš Linus Öhlund Vonalbírók: Vít Lederer Nicolas Fluri |
| Prohorkin (Sirokov, Mozjakin) – 22:14 | 2–0                |             |               | Játékvezetők: Jozef Kubuš Linus Öhlund Vonalbírók: Vít Lederer Nicolas Fluri |
| Kovalcsuk (Andronov) – 39:59 | 3–0                |             |               | Játékvezetők: Jozef Kubuš Linus Öhlund Vonalbírók: Vít Lederer Nicolas Fluri |
| Kovalcsuk (Vojnov, Andronov) – 40:28 | 4–0                |             |               |                                                                              |

| 2018. február 17. 21:10 (13:10) | Szlovénia (SLO) | 3–2 (sz.) (0–0, 2–1, 0–1) (h.u.:: 0–0) (sz.: 1–0) | Szlovákia (SVK) | Kwandong Hockey Center, Phjongcshang Nézőszám: 4085 |

| Jegyzőkönyv | Jegyzőkönyv      | Jegyzőkönyv                            | Jegyzőkönyv    | Jegyzőkönyv                                                                            |
| --- | ---------------- | -------------------------------------- | -------------- | -------------------------------------------------------------------------------------- |
| | Branislav Konrád | Kapusok                                | Gašper Krošelj | Játékvezetők: Antonín Jeřábek Timothy Mayer Vonalbírók: Hannu Sormunen Sakari Suominen |
| \| Gregorc (Muršak, Kuralt) (PP) – 21:00 \| 1–0 \| \| \| Kuralt (Muršak, Gregorc) (PP) – 24:16 \| 2–0 \| \| \| \| 2–1 \| 35:43 – Bubela (Čerešňák, Graňák) (PP) \| \| \| 2–2 \| 45:56 – Haščák (Graňák, Čerešňák) \| |                  |                                        |                | Játékvezetők: Antonín Jeřábek Timothy Mayer Vonalbírók: Hannu Sormunen Sakari Suominen |
| Tičar Urbas Muršak Sabolič Jeglič | Szétlövés        | Kudrna Ölvecký Bakoš Nagy Haščák       |                | Játékvezetők: Antonín Jeřábek Timothy Mayer Vonalbírók: Hannu Sormunen Sakari Suominen |
| 4 perc | Büntetések       | 8 perc                                 |                | Játékvezetők: Antonín Jeřábek Timothy Mayer Vonalbírók: Hannu Sormunen Sakari Suominen |
| 30 | Lövések          | 25                                     |                | Játékvezetők: Antonín Jeřábek Timothy Mayer Vonalbírók: Hannu Sormunen Sakari Suominen |
| Gregorc (Muršak, Kuralt) (PP) – 21:00 | 1–0              |                                        |                | Játékvezetők: Antonín Jeřábek Timothy Mayer Vonalbírók: Hannu Sormunen Sakari Suominen |
| Kuralt (Muršak, Gregorc) (PP) – 24:16 | 2–0              |                                        |                | Játékvezetők: Antonín Jeřábek Timothy Mayer Vonalbírók: Hannu Sormunen Sakari Suominen |
| | 2–1              | 35:43 – Bubela (Čerešňák, Graňák) (PP) |                |                                                                                        |
| | 2–2              | 45:56 – Haščák (Graňák, Čerešňák)      |                |                                                                                        |

### C csoport
| Hely. | Csapat      | M | Gy | HGy | HV | V | G+ | G– | Gk | P | Továbbjutás                       |
| ----- | ----------- | - | -- | --- | -- | - | -- | -- | -- | - | --------------------------------- |
| 1.    | Svédország  | 3 | 3  | 0   | 0  | 0 | 8  | 1  | +7 | 9 | Továbbjutott a negyeddöntőbe      |
| 2.    | Finnország  | 3 | 2  | 0   | 0  | 1 | 11 | 6  | +5 | 6 | A negyeddöntőbe jutásért játszott |
| 3.    | Németország | 3 | 0  | 1   | 0  | 2 | 4  | 7  | −3 | 2 | A negyeddöntőbe jutásért játszott |
| 4.    | Norvégia    | 3 | 0  | 0   | 1  | 2 | 2  | 11 | −9 | 1 | A negyeddöntőbe jutásért játszott |

| 2018. február 15. 12:10 (4:10) | Finnország (FIN) | 5–2 (2–1, 2–0, 1–1) | Németország (GER) | Gangneung Hockey Center, Phjongcshang Nézőszám: 3695 |

| Jegyzőkönyv | Jegyzőkönyv    | Jegyzőkönyv                        | Jegyzőkönyv          | Jegyzőkönyv                                                                       |
| --- | -------------- | ---------------------------------- | -------------------- | --------------------------------------------------------------------------------- |
| | Mikko Koskinen | Kapusok                            | Danny aus den Birken | Játékvezetők: Oliver Gouin Jozef Kubuš Vonalbírók: Nicolas Fluri Miroslav Lhotský |
| \| Lepistö (Kontiola, Tolvanen) (PP) – 03:13 \| 1–0 \| \| \| \| 1–1 \| 08:44 – Macek (Ehrhoff, Wolf) (PP) \| \| Pyörälä (Lajunen, Manninen) – 15:30 \| 2–1 \| \| \| Tolvanen (Hartikainen, Kemppainen) (PP) – 37:22 \| 3–1 \| \| \| Kukkonen (Kontiola, Tolvanen) – 38:43 \| 4–1 \| \| \| \| 4–2 \| 41:51 – Hördler \| \| Kemppainen (Tolvanen, Lepistö) (PP) – 52:48 \| 5–2 \| \| |                |                                    |                      | Játékvezetők: Oliver Gouin Jozef Kubuš Vonalbírók: Nicolas Fluri Miroslav Lhotský |
| 10 perc | Büntetések     | 10 perc                            |                      | Játékvezetők: Oliver Gouin Jozef Kubuš Vonalbírók: Nicolas Fluri Miroslav Lhotský |
| 20 | Lövések        | 24                                 |                      | Játékvezetők: Oliver Gouin Jozef Kubuš Vonalbírók: Nicolas Fluri Miroslav Lhotský |
| Lepistö (Kontiola, Tolvanen) (PP) – 03:13 | 1–0            |                                    |                      | Játékvezetők: Oliver Gouin Jozef Kubuš Vonalbírók: Nicolas Fluri Miroslav Lhotský |
| | 1–1            | 08:44 – Macek (Ehrhoff, Wolf) (PP) |                      | Játékvezetők: Oliver Gouin Jozef Kubuš Vonalbírók: Nicolas Fluri Miroslav Lhotský |
| Pyörälä (Lajunen, Manninen) – 15:30 | 2–1            |                                    |                      | Játékvezetők: Oliver Gouin Jozef Kubuš Vonalbírók: Nicolas Fluri Miroslav Lhotský |
| Tolvanen (Hartikainen, Kemppainen) (PP) – 37:22 | 3–1            |                                    |                      |                                                                                   |
| Kukkonen (Kontiola, Tolvanen) – 38:43 | 4–1            |                                    |                      |                                                                                   |
| | 4–2            | 41:51 – Hördler                    |                      |                                                                                   |
| Kemppainen (Tolvanen, Lepistö) (PP) – 52:48 | 5–2            |                                    |                      |                                                                                   |

| 2018. február 15. 16:40 (8:40) | Norvégia (NOR) | 0–4 (0–2, 0–0, 0–2) | Svédország (SWE) | Gangneung Hockey Center, Phjongcshang Nézőszám: 3961 |

| Jegyzőkönyv | Jegyzőkönyv | Jegyzőkönyv                         | Jegyzőkönyv  | Jegyzőkönyv                                                                     |
| --- | ----------- | ----------------------------------- | ------------ | ------------------------------------------------------------------------------- |
| | Lars Haugen | Kapusok                             | Viktor Fasth | Játékvezetők: Roman Gofman Tobias Wehrli Vonalbírók: Gleb Lazarev Judson Ritter |
| \| \| 0–1 \| 05:29 – Lindholm (Omark, Möller) \| \| \| 0–2 \| 16:46 – Lander (Bertilsson) \| \| \| 0–3 \| 48:42 – Everberg (Omark, Fransson) \| \| \| 0–4 \| 49:04 – Wikstrand (Omark, Everberg) \| |             |                                     |              | Játékvezetők: Roman Gofman Tobias Wehrli Vonalbírók: Gleb Lazarev Judson Ritter |
| 14 perc | Büntetések  | 12 perc                             |              | Játékvezetők: Roman Gofman Tobias Wehrli Vonalbírók: Gleb Lazarev Judson Ritter |
| 17 | Lövések     | 27                                  |              | Játékvezetők: Roman Gofman Tobias Wehrli Vonalbírók: Gleb Lazarev Judson Ritter |
| | 0–1         | 05:29 – Lindholm (Omark, Möller)    |              | Játékvezetők: Roman Gofman Tobias Wehrli Vonalbírók: Gleb Lazarev Judson Ritter |
| | 0–2         | 16:46 – Lander (Bertilsson)         |              | Játékvezetők: Roman Gofman Tobias Wehrli Vonalbírók: Gleb Lazarev Judson Ritter |
| | 0–3         | 48:42 – Everberg (Omark, Fransson)  |              | Játékvezetők: Roman Gofman Tobias Wehrli Vonalbírók: Gleb Lazarev Judson Ritter |
| | 0–4         | 49:04 – Wikstrand (Omark, Everberg) |              |                                                                                 |

| 2018. február 16. 21:10 (13:10) | Finnország (FIN) | 5–1 (1–1, 1–0, 3–0) | Norvégia (NOR) | Gangneung Hockey Center, Phjongcshang Nézőszám: 4180 |

| Jegyzőkönyv | Jegyzőkönyv    | Jegyzőkönyv                                | Jegyzőkönyv | Jegyzőkönyv                                                                     |
| --- | -------------- | ------------------------------------------ | ----------- | ------------------------------------------------------------------------------- |
| | Mikko Koskinen | Kapusok                                    | Lars Haugen | Játékvezetők: Jan Hribik Brett Iverson Vonalbírók: Jimmy Dahmen Fraser McIntyre |
| \| \| 0–1 \| 06:29 – Thoresen (Kristiansen, Olimb) (PP) \| \| Tolvanen (Lepistö) (PP) – 16:36 \| 1–1 \| \| \| Tolvanen (Peltola) – 25:32 \| 2–1 \| \| \| Savinainen (Koskiranta) – 42:59 \| 3–1 \| \| \| Lepistö (Kontiola) (PP) – 47:54 \| 4–1 \| \| \| Manninen (Kontiola) – 56:48 \| 5–1 \| \| |                |                                            |             | Játékvezetők: Jan Hribik Brett Iverson Vonalbírók: Jimmy Dahmen Fraser McIntyre |
| 8 perc | Büntetések     | 12 perc                                    |             | Játékvezetők: Jan Hribik Brett Iverson Vonalbírók: Jimmy Dahmen Fraser McIntyre |
| 30 | Lövések        | 22                                         |             | Játékvezetők: Jan Hribik Brett Iverson Vonalbírók: Jimmy Dahmen Fraser McIntyre |
| | 0–1            | 06:29 – Thoresen (Kristiansen, Olimb) (PP) |             | Játékvezetők: Jan Hribik Brett Iverson Vonalbírók: Jimmy Dahmen Fraser McIntyre |
| Tolvanen (Lepistö) (PP) – 16:36 | 1–1            |                                            |             | Játékvezetők: Jan Hribik Brett Iverson Vonalbírók: Jimmy Dahmen Fraser McIntyre |
| Tolvanen (Peltola) – 25:32 | 2–1            |                                            |             | Játékvezetők: Jan Hribik Brett Iverson Vonalbírók: Jimmy Dahmen Fraser McIntyre |
| Savinainen (Koskiranta) – 42:59 | 3–1            |                                            |             |                                                                                 |
| Lepistö (Kontiola) (PP) – 47:54 | 4–1            |                                            |             |                                                                                 |
| Manninen (Kontiola) – 56:48 | 5–1            |                                            |             |                                                                                 |

| 2018. február 16. 21:10 (13:10) | Svédország (SWE) | 1–0 (1–0, 0–0, 0–0) | Németország (GER) | Kwandong Hockey Center, Phjongcshang Nézőszám: 3077 |

| Jegyzőkönyv                                              | Jegyzőkönyv   | Jegyzőkönyv | Jegyzőkönyv    | Jegyzőkönyv                                                                              |
| -------------------------------------------------------- | ------------- | ----------- | -------------- | ---------------------------------------------------------------------------------------- |
|                                                          | Jhonas Enroth | Kapusok     | Timo Pielmeier | Játékvezetők: Timothy Mayer Konstantin Olenin Vonalbírók: Roman Kaderli Nathan Vanoosten |
| \| Stålberg (Zackrisson, Bergström) – 02:00 \| 1–0 \| \| |               |             |                | Játékvezetők: Timothy Mayer Konstantin Olenin Vonalbírók: Roman Kaderli Nathan Vanoosten |
| 10 perc                                                  | Büntetések    | 6 perc      |                | Játékvezetők: Timothy Mayer Konstantin Olenin Vonalbírók: Roman Kaderli Nathan Vanoosten |
| 26                                                       | Lövések       | 28          |                | Játékvezetők: Timothy Mayer Konstantin Olenin Vonalbírók: Roman Kaderli Nathan Vanoosten |
| Stålberg (Zackrisson, Bergström) – 02:00                 | 1–0           |             |                | Játékvezetők: Timothy Mayer Konstantin Olenin Vonalbírók: Roman Kaderli Nathan Vanoosten |

| 2018. február 18. 12:10 (4:10) | Németország (GER) | 2–1 (sz.) (0–0, 1–0, 0–1) (h.u.:: 0–0) (sz.: 1–0) | Norvégia (NOR) | Gangneung Hockey Center, Phjongcshang Nézőszám: 5534 |

| Jegyzőkönyv                                                                                               | Jegyzőkönyv          | Jegyzőkönyv                             | Jegyzőkönyv | Jegyzőkönyv                                                                          |
| --- | -------------------- | --------------------------------------- | ----------- | ------------------------------------------------------------------------------------ |
| | Danny aus den Birken | Kapusok                                 | Lars Haugen | Játékvezetők: Mark Lemelin Anssi Salonen Vonalbírók: Jimmy Dahmen Alexander Otmakhov |
| \| Hager (Kahun, Macek) (PP) – 32:53 \| 1–0 \| \| \| \| 1–1 \| 45:19 – Reichenberg (Holøs, Bastiansen) \| |                      |                                         |             | Játékvezetők: Mark Lemelin Anssi Salonen Vonalbírók: Jimmy Dahmen Alexander Otmakhov |
| Hager Plachta Kahun                                                                                       | Szétlövés            | Bastiansen Reichenberg M. Olimb         |             | Játékvezetők: Mark Lemelin Anssi Salonen Vonalbírók: Jimmy Dahmen Alexander Otmakhov |
| 10 perc                                                                                                   | Büntetések           | 55 perc                                 |             | Játékvezetők: Mark Lemelin Anssi Salonen Vonalbírók: Jimmy Dahmen Alexander Otmakhov |
| 38 | Lövések              | 29                                      |             | Játékvezetők: Mark Lemelin Anssi Salonen Vonalbírók: Jimmy Dahmen Alexander Otmakhov |
| Hager (Kahun, Macek) (PP) – 32:53                                                                         | 1–0                  |                                         |             | Játékvezetők: Mark Lemelin Anssi Salonen Vonalbírók: Jimmy Dahmen Alexander Otmakhov |
| | 1–1                  | 45:19 – Reichenberg (Holøs, Bastiansen) |             | Játékvezetők: Mark Lemelin Anssi Salonen Vonalbírók: Jimmy Dahmen Alexander Otmakhov |

| 2018. február 18. 16:40 (8:40) | Svédország (SWE) | 3–1 (1–0, 0–1, 2–0) | Finnország (FIN) | Gangneung Hockey Center, Phjongcshang Nézőszám: 3861 |

| Jegyzőkönyv | Jegyzőkönyv  | Jegyzőkönyv                             | Jegyzőkönyv    | Jegyzőkönyv                                                                           |
| --- | ------------ | --------------------------------------- | -------------- | ------------------------------------------------------------------------------------- |
| | Viktor Fasth | Kapusok                                 | Mikko Koskinen | Játékvezetők: Oliver Gouin Antonín Jeřábek Vonalbírók: Roman Kaderli Lukas Kohlmüller |
| \| Lander (Omark, Fasth) – 14:53 \| 1–0 \| \| \| \| 1–1 \| 21:32 – Kemppainen (Koivisto, Junttila) \| \| Zackrisson (Fransson) – 48:53 \| 2–1 \| \| \| Möller (Omark) (PP, ENG) – 59:55 \| 3–1 \| \| |              |                                         |                | Játékvezetők: Oliver Gouin Antonín Jeřábek Vonalbírók: Roman Kaderli Lukas Kohlmüller |
| 10 perc | Büntetések   | 14 perc                                 |                | Játékvezetők: Oliver Gouin Antonín Jeřábek Vonalbírók: Roman Kaderli Lukas Kohlmüller |
| 23 | Lövések      | 19                                      |                | Játékvezetők: Oliver Gouin Antonín Jeřábek Vonalbírók: Roman Kaderli Lukas Kohlmüller |
| Lander (Omark, Fasth) – 14:53 | 1–0          |                                         |                | Játékvezetők: Oliver Gouin Antonín Jeřábek Vonalbírók: Roman Kaderli Lukas Kohlmüller |
| | 1–1          | 21:32 – Kemppainen (Koivisto, Junttila) |                | Játékvezetők: Oliver Gouin Antonín Jeřábek Vonalbírók: Roman Kaderli Lukas Kohlmüller |
| Zackrisson (Fransson) – 48:53 | 2–1          |                                         |                | Játékvezetők: Oliver Gouin Antonín Jeřábek Vonalbírók: Roman Kaderli Lukas Kohlmüller |
| Möller (Omark) (PP, ENG) – 59:55 | 3–1          |                                         |                |                                                                                       |

### Rangsorolás
A csoportmérkőzések után minden csapatot rangsoroltak „1D”-től „12D”-ig. A sorrend meghatározásához az alábbiakat vették figyelembe:
1. A csapat saját csoportjában elfoglalt helyezése
2. Több szerzett pont
3. Jobb gólkülönbség
4. Több lőtt gól

## Egyenes kieséses szakasz
A csoportok első helyezettjei, valamint a legjobb második a negyeddöntőbe jutott. A többi nyolc csapat egy mérkőzést játszott a negyeddöntőbe jutásért.
Párosítások a negyeddöntőbe jutásért
- 5D – 12D (győztes: „E1”)
- 6D – 11D (E2)
- 7D – 10D (E3)
- 8D – 9D (E4)

A győztes csapatok bejutottak a negyeddöntőbe, a veszteseket a csoportkör utáni sorrendjük alapján rangsorolták.
Negyeddöntő párosítása
- 1D – E4 (győztes: „F1”)
- 2D – E3 (F2)
- 3D – E2 (F3)
- 4D – E1 (F4)

A győztes csapatok bejutottak az elődöntőbe, a veszteseket a csoportkör utáni sorrendjük alapján rangsorolták.
Az elődöntőkben, a bronzmérkőzésen illetve a döntőben azok a csapatok a pályaválasztók, amelyek a csoportkör után előrébb végeztek. A győztesek az aranyéremért, a vesztesek pedig a bronzéremért mérkőztek.

### Sorrend
| A sorrendben négy első csapat bejutott a negyeddöntőbe                                       |
| A sorrendben utolsó nyolc csapatnak egy mérkőzést kellett játszania a negyeddöntőbe jutásért |

| Helyezés | Csapat                           | Csoport | H | M | P | Gk  | G+ | Rang |
| -------- | -------------------------------- | ------- | - | - | - | --- | -- | ---- |
| 1D       | Svédország (SWE)                 | C       | 1 | 3 | 9 | +7  | 8  | 3.   |
| 2D       | Csehország (CZE)                 | A       | 1 | 3 | 8 | +5  | 9  | 6.   |
| 3D       | Olimpikonok Oroszországból (OAR) | B       | 1 | 3 | 6 | +9  | 14 | 2.   |
| 4D       | Kanada (CAN)                     | A       | 2 | 3 | 7 | +7  | 11 | 1.   |
| 5D       | Finnország (FIN)                 | C       | 2 | 3 | 6 | +5  | 11 | 4.   |
| 6D       | Szlovénia (SLO)                  | B       | 2 | 3 | 4 | −4  | 8  | 15.  |
| 7D       | Egyesült Államok (USA)           | B       | 3 | 3 | 4 | −4  | 4  | 5.   |
| 8D       | Svájc (SUI)                      | A       | 3 | 3 | 3 | +1  | 10 | 7.   |
| 9D       | Németország (GER)                | C       | 3 | 3 | 2 | −3  | 4  | 8.   |
| 10D      | Szlovákia (SVK)                  | B       | 4 | 3 | 4 | −1  | 6  | 11.  |
| 11D      | Norvégia (NOR)                   | C       | 4 | 3 | 1 | −9  | 2  | 9.   |
| 12D      | Dél-Korea (KOR)                  | A       | 4 | 3 | 0 | -13 | 1  | 2.   |

### Ágrajz
|  | Rájátszás a negyeddöntőért | Rájátszás a negyeddöntőért | Rájátszás a negyeddöntőért |  |  | Negyeddöntők | Negyeddöntők                     | Negyeddöntők      |                   |   | Elődöntők                        | Elődöntők                        | Elődöntők         |                   |   | Döntő            | Döntő            | Döntő         |  |
|  |                            |                            |                            |  |  |              |                                  |                   |                   |   |                                  |                                  |                   |                   |   |                  |                  |               |  |
|  |                            |                            |                            |  |  | 2D           | Csehország (CZE)                 | 3                 |                   |   |                                  |                                  |                   |                   |   |                  |                  |               |  |
|  | 7D                         | Egyesült Államok (USA)     | 5                          |  |  | E3           | Egyesült Államok (USA)           | 2                 |                   |   |                                  |                                  |                   |                   |   |                  |                  |               |  |
|  | 10D                        | Szlovákia (SVK)            | 1                          |  |  |              |                                  |                   |                   |   | Olimpikonok Oroszországból (OAR) | Olimpikonok Oroszországból (OAR) | 3                 |                   |   |                  |                  |               |  |
|  |                            |                            |                            |  |  |              |                                  | Csehország (CZE)  | Csehország (CZE)  | 0 |                                  |                                  |                   |                   |   |                  |                  |               |  |
|  |                            |                            |                            |  |  | 3D           | Olimpikonok Oroszországból (OAR) | 6                 |                   |   |                                  |                                  |                   |                   |   |                  |                  |               |  |
|  | 6D                         | Szlovénia (SLO)            | 1                          |  |  | E2           | Norvégia (NOR)                   | 1                 |                   |   |                                  |                                  |                   |                   |   |                  |                  |               |  |
|  | 11D                        | Norvégia (NOR)             | 2                          |  |  |              |                                  |                   |                   |   | Olimpikonok Oroszországból (OAR) | Olimpikonok Oroszországból (OAR) | 4                 |                   |   |                  |                  |               |  |
|  |                            |                            |                            |  |  |              |                                  |                   |                   |   |                                  |                                  | Németország (GER) | Németország (GER) | 3 |                  |                  |               |  |
|  |                            |                            |                            |  |  | 4D           | Kanada (CAN)                     | 1                 |                   |   |                                  |                                  |                   |                   |   |                  |                  |               |  |
|  | 5D                         | Finnország (FIN)           | 5                          |  |  | E1           | Finnország (FIN)                 | 0                 |                   |   |                                  |                                  |                   |                   |   |                  |                  |               |  |
|  | 12D                        | Dél-Korea (KOR)            | 2                          |  |  |              |                                  |                   |                   |   | Kanada (CAN)                     | Kanada (CAN)                     | 3                 |                   |   | Bronzmérkőzés    | Bronzmérkőzés    | Bronzmérkőzés |  |
|  |                            |                            |                            |  |  |              |                                  | Németország (GER) | Németország (GER) | 4 |                                  |                                  |                   |                   |   |                  |                  |               |  |
|  |                            |                            |                            |  |  | 1D           | Svédország (SWE)                 | 3                 |                   |   |                                  |                                  |                   |                   |   | Csehország (CZE) | Csehország (CZE) | 4             |  |
|  | 8D                         | Svájc (SUI)                | 1                          |  |  | E4           | Németország (GER)                | 4                 |                   |   | Kanada (CAN)                     | Kanada (CAN)                     | 6                 |                   |   |                  |                  |               |  |
|  | 9D                         | Németország (GER)          | 2                          |  |  |              |                                  |                   |                   |   |                                  |                                  |                   |                   |   |                  |                  |               |  |

### Rájátszás a negyeddöntőbe jutásért
| 2018. február 20. 12:10 (4:10) | Egyesült Államok (USA) | 5–1 (0–0, 3–1, 2–0) | Szlovákia (SVK) | Gangneung Hockey Center, Phjongcshang Nézőszám: 6391 |

| Jegyzőkönyv | Jegyzőkönyv   | Jegyzőkönyv                     | Jegyzőkönyv | Jegyzőkönyv                                                                            |
| --- | ------------- | ------------------------------- | ----------- | -------------------------------------------------------------------------------------- |
| | Ryan Zapolski | Kapusok                         | Ján Laco    | Játékvezetők: Aleksi Rantala Anssi Salonen Vonalbírók: Henrik Pihlblad Sakari Suominen |
| \| Donato (Gilroy, Terry) – 21:36 \| 1–0 \| \| \| Wisniewski (Terry) (PP2) – 22:20 \| 2–0 \| \| \| Arcobello (Terry) – 33:30 \| 3–0 \| \| \| \| 3–1 \| 36:54 – Čerešňák (Graňák, Nagy) \| \| Roe (Little, O'Neill) – 49:52 \| 4–1 \| \| \| Donato (Wisniewski) (PP) – 56:46 \| 5–1 \| \| |               |                                 |             | Játékvezetők: Aleksi Rantala Anssi Salonen Vonalbírók: Henrik Pihlblad Sakari Suominen |
| 8 perc | Büntetések    | 33 perc                         |             | Játékvezetők: Aleksi Rantala Anssi Salonen Vonalbírók: Henrik Pihlblad Sakari Suominen |
| 33 | Lövések       | 23                              |             | Játékvezetők: Aleksi Rantala Anssi Salonen Vonalbírók: Henrik Pihlblad Sakari Suominen |
| Donato (Gilroy, Terry) – 21:36 | 1–0           |                                 |             | Játékvezetők: Aleksi Rantala Anssi Salonen Vonalbírók: Henrik Pihlblad Sakari Suominen |
| Wisniewski (Terry) (PP2) – 22:20 | 2–0           |                                 |             | Játékvezetők: Aleksi Rantala Anssi Salonen Vonalbírók: Henrik Pihlblad Sakari Suominen |
| Arcobello (Terry) – 33:30 | 3–0           |                                 |             | Játékvezetők: Aleksi Rantala Anssi Salonen Vonalbírók: Henrik Pihlblad Sakari Suominen |
| | 3–1           | 36:54 – Čerešňák (Graňák, Nagy) |             |                                                                                        |
| Roe (Little, O'Neill) – 49:52 | 4–1           |                                 |             |                                                                                        |
| Donato (Wisniewski) (PP) – 56:46 | 5–1           |                                 |             |                                                                                        |

| 2018. február 20. 16:40 (8:40) | Szlovénia (SLO) | 1–2 (h.u.) (1–0, 0–0, 0–1) (h.u.: 0–1) | Norvégia (NOR) | Gangneung Hockey Center, Phjongcshang Nézőszám: 6312 |

| Jegyzőkönyv | Jegyzőkönyv    | Jegyzőkönyv                                    | Jegyzőkönyv | Jegyzőkönyv                                                                          |
| --- | -------------- | ---------------------------------------------- | ----------- | ------------------------------------------------------------------------------------ |
| | Gašper Krošelj | Kapusok                                        | Lars Haugen | Játékvezetők: Daniel Stricker Tobias Wehrli Vonalbírók: Vít Lederer Miroslav Lhotský |
| \| Urbas (Muršak) (PP) – 06:38 \| 1–0 \| \| \| \| 1–1 \| 43:06 – Kristiansen (Røymark, Bastiansen) \| \| \| 1–2 \| 63:06 – Bonsaksen (Rosseli Olsen, P. Thoresen) \| |                |                                                |             | Játékvezetők: Daniel Stricker Tobias Wehrli Vonalbírók: Vít Lederer Miroslav Lhotský |
| 4 perc | Büntetések     | 12 perc                                        |             | Játékvezetők: Daniel Stricker Tobias Wehrli Vonalbírók: Vít Lederer Miroslav Lhotský |
| 34 | Lövések        | 26                                             |             | Játékvezetők: Daniel Stricker Tobias Wehrli Vonalbírók: Vít Lederer Miroslav Lhotský |
| Urbas (Muršak) (PP) – 06:38 | 1–0            |                                                |             | Játékvezetők: Daniel Stricker Tobias Wehrli Vonalbírók: Vít Lederer Miroslav Lhotský |
| | 1–1            | 43:06 – Kristiansen (Røymark, Bastiansen)      |             | Játékvezetők: Daniel Stricker Tobias Wehrli Vonalbírók: Vít Lederer Miroslav Lhotský |
| | 1–2            | 63:06 – Bonsaksen (Rosseli Olsen, P. Thoresen) |             | Játékvezetők: Daniel Stricker Tobias Wehrli Vonalbírók: Vít Lederer Miroslav Lhotský |

| 2018. február 20. 21:10 (13:10) | Finnország (FIN) | 5–2 (1–0, 2–2, 2–0) | Dél-Korea (KOR) | Gangneung Hockey Center, Phjongcshang Nézőszám: 5409 |

| Jegyzőkönyv | Jegyzőkönyv    | Jegyzőkönyv                      | Jegyzőkönyv | Jegyzőkönyv                                                                     |
| --- | -------------- | -------------------------------- | ----------- | ------------------------------------------------------------------------------- |
| | Mikko Koskinen | Kapusok                          | Matt Dalton | Játékvezetők: Roman Gofman Timothy Mayer Vonalbírók: Nicolas Fluri Gleb Lazarev |
| \| Kontiola (Tolvanen, Kemppainen) (PP) – 04:42 \| 1–0 \| \| \| Kontiola (Lepistö, Tolvanen) (PP) – 23:44 \| 2–0 \| \| \| Heiskanen (Tolvanen) – 26:23 \| 3–0 \| \| \| \| 3–1 \| 30:06 – Radunske (Regan, Kim S.) \| \| \| 3–2 \| 32:09 – Ahn (Shin S-h) \| \| Hietanen (Osala, Savinainen) (PP) – 47:20 \| 4–2 \| \| \| Manninen (Hietanen, Koskiranta) (ENG) – 59:53 \| 5–2 \| \| |                |                                  |             | Játékvezetők: Roman Gofman Timothy Mayer Vonalbírók: Nicolas Fluri Gleb Lazarev |
| 2 perc | Büntetések     | 8 perc                           |             | Játékvezetők: Roman Gofman Timothy Mayer Vonalbírók: Nicolas Fluri Gleb Lazarev |
| 36 | Lövések        | 19                               |             | Játékvezetők: Roman Gofman Timothy Mayer Vonalbírók: Nicolas Fluri Gleb Lazarev |
| Kontiola (Tolvanen, Kemppainen) (PP) – 04:42 | 1–0            |                                  |             | Játékvezetők: Roman Gofman Timothy Mayer Vonalbírók: Nicolas Fluri Gleb Lazarev |
| Kontiola (Lepistö, Tolvanen) (PP) – 23:44 | 2–0            |                                  |             | Játékvezetők: Roman Gofman Timothy Mayer Vonalbírók: Nicolas Fluri Gleb Lazarev |
| Heiskanen (Tolvanen) – 26:23 | 3–0            |                                  |             | Játékvezetők: Roman Gofman Timothy Mayer Vonalbírók: Nicolas Fluri Gleb Lazarev |
| | 3–1            | 30:06 – Radunske (Regan, Kim S.) |             |                                                                                 |
| | 3–2            | 32:09 – Ahn (Shin S-h)           |             |                                                                                 |
| Hietanen (Osala, Savinainen) (PP) – 47:20 | 4–2            |                                  |             |                                                                                 |
| Manninen (Hietanen, Koskiranta) (ENG) – 59:53 | 5–2            |                                  |             |                                                                                 |

| 2018. február 20. 21:10 (13:10) | Svájc (SUI) | 1–2 (h.u.) (0–1, 1–0, 0–0) (h.u.: 0–1) | Németország (GER) | Kwandong Hockey Center, Phjongcshang Nézőszám: 2878 |

| Jegyzőkönyv | Jegyzőkönyv  | Jegyzőkönyv                           | Jegyzőkönyv          | Jegyzőkönyv                                                                      |
| --- | ------------ | ------------------------------------- | -------------------- | -------------------------------------------------------------------------------- |
| | Jonas Hiller | Kapusok                               | Danny aus den Birken | Játékvezetők: Jan Hribik Linus Öhlund Vonalbírók: Fraser McIntyre Hannu Sormunen |
| \| \| 0–1 \| 01:19 – Pföderl (Hördler, Hager) (PP) \| \| Moser (Ambühl, Suter) – 23:40 \| 1–1 \| \| \| \| 1–2 \| 60:26 – Seidenberg (Kahun, Mauer) \| |              |                                       |                      | Játékvezetők: Jan Hribik Linus Öhlund Vonalbírók: Fraser McIntyre Hannu Sormunen |
| 29 perc | Büntetések   | 12 perc                               |                      | Játékvezetők: Jan Hribik Linus Öhlund Vonalbírók: Fraser McIntyre Hannu Sormunen |
| 21 | Lövések      | 25                                    |                      | Játékvezetők: Jan Hribik Linus Öhlund Vonalbírók: Fraser McIntyre Hannu Sormunen |
| | 0–1          | 01:19 – Pföderl (Hördler, Hager) (PP) |                      | Játékvezetők: Jan Hribik Linus Öhlund Vonalbírók: Fraser McIntyre Hannu Sormunen |
| Moser (Ambühl, Suter) – 23:40 | 1–1          |                                       |                      | Játékvezetők: Jan Hribik Linus Öhlund Vonalbírók: Fraser McIntyre Hannu Sormunen |
| | 1–2          | 60:26 – Seidenberg (Kahun, Mauer)     |                      | Játékvezetők: Jan Hribik Linus Öhlund Vonalbírók: Fraser McIntyre Hannu Sormunen |

### Negyeddöntők
| 2018. február 21. 12:10 (4:10) | Csehország (CZE) | 3–2 (sz.) (1–1, 1–1, 0–0) (h.u.: 0–0) (sz.: 1–0) | Egyesült Államok (USA) | Gangneung Hockey Center, Phjongcshang Nézőszám: 2948 |

| Jegyzőkönyv | Jegyzőkönyv    | Jegyzőkönyv                           | Jegyzőkönyv   | Jegyzőkönyv                                                                      |
| --- | -------------- | ------------------------------------- | ------------- | -------------------------------------------------------------------------------- |
| | Pavel Francouz | Kapusok                               | Ryan Zapolski | Játékvezetők: Oliver Gouin Linus Öhlund Vonalbírók: Roman Kaderli Hannu Sormunen |
| \| \| 0–1 \| 06:20 – Donato (Terry) \| \| Kolář (Kovář) – 15:12 \| 1–1 \| \| \| Kundrátek (Růžička, Mozík) – 28:14 \| 2–1 \| \| \| \| 2–2 \| 30:23 – Slater (O'Neill) (SH) \| |                |                                       |               | Játékvezetők: Oliver Gouin Linus Öhlund Vonalbírók: Roman Kaderli Hannu Sormunen |
| Růžička Koukal Kovář Kubalík Kundrátek | Szétlövés      | Bourque Donato Arcobello Terry Butler |               | Játékvezetők: Oliver Gouin Linus Öhlund Vonalbírók: Roman Kaderli Hannu Sormunen |
| 10 perc | Büntetések     | 8 perc                                |               | Játékvezetők: Oliver Gouin Linus Öhlund Vonalbírók: Roman Kaderli Hannu Sormunen |
| 29 | Lövések        | 20                                    |               | Játékvezetők: Oliver Gouin Linus Öhlund Vonalbírók: Roman Kaderli Hannu Sormunen |
| | 0–1            | 06:20 – Donato (Terry)                |               | Játékvezetők: Oliver Gouin Linus Öhlund Vonalbírók: Roman Kaderli Hannu Sormunen |
| Kolář (Kovář) – 15:12 | 1–1            |                                       |               | Játékvezetők: Oliver Gouin Linus Öhlund Vonalbírók: Roman Kaderli Hannu Sormunen |
| Kundrátek (Růžička, Mozík) – 28:14 | 2–1            |                                       |               |                                                                                  |
| | 2–2            | 30:23 – Slater (O'Neill) (SH)         |               |                                                                                  |

| 2018. február 21. 16:40 (8:40) | Olimpikonok Oroszországból (OAR) | 6–1 (3–0, 2–1, 1–0) | Norvégia (NOR) | Gangneung Hockey Center, Phjongcshang Nézőszám: 3553 |

| Jegyzőkönyv | Jegyzőkönyv        | Jegyzőkönyv                              | Jegyzőkönyv                  | Jegyzőkönyv                                                                       |
| --- | ------------------ | ---------------------------------------- | ---------------------------- | --------------------------------------------------------------------------------- |
| | Vaszilij Kosecskin | Kapusok                                  | Lars Haugen Henrik Haukeland | Játékvezetők: Jan Hribik Timothy Mayer Vonalbírók: Lukas Kohlmüller Judson Ritter |
| \| Grigorenko (Kablukov, Tyelegin) – 08:54 \| 1–0 \| \| \| Guszev (Mozjakin, Dacjuk) (PP) – 13:25 \| 2–0 \| \| \| Vojnov (Guszev, Kaprizov) – 19:20 \| 3–0 \| \| \| \| 3–1 \| 27:21 – Bonsaksen (M. Olimb, K.A. Olimb) \| \| Kalinyin (Kovalcsuk, Vojnov) (PP) – 28:35 \| 4–1 \| \| \| Nyesztyerov (Guszev, Dacjuk) (PP) – 33:06 \| 5–1 \| \| \| Tyelegin (Grigorenko, Kablukov) – 53:15 \| 6–1 \| \| |                    |                                          |                              | Játékvezetők: Jan Hribik Timothy Mayer Vonalbírók: Lukas Kohlmüller Judson Ritter |
| 10 perc | Büntetések         | 10 perc                                  |                              | Játékvezetők: Jan Hribik Timothy Mayer Vonalbírók: Lukas Kohlmüller Judson Ritter |
| 32 | Lövések            | 14                                       |                              | Játékvezetők: Jan Hribik Timothy Mayer Vonalbírók: Lukas Kohlmüller Judson Ritter |
| Grigorenko (Kablukov, Tyelegin) – 08:54 | 1–0                |                                          |                              | Játékvezetők: Jan Hribik Timothy Mayer Vonalbírók: Lukas Kohlmüller Judson Ritter |
| Guszev (Mozjakin, Dacjuk) (PP) – 13:25 | 2–0                |                                          |                              | Játékvezetők: Jan Hribik Timothy Mayer Vonalbírók: Lukas Kohlmüller Judson Ritter |
| Vojnov (Guszev, Kaprizov) – 19:20 | 3–0                |                                          |                              | Játékvezetők: Jan Hribik Timothy Mayer Vonalbírók: Lukas Kohlmüller Judson Ritter |
| | 3–1                | 27:21 – Bonsaksen (M. Olimb, K.A. Olimb) |                              |                                                                                   |
| Kalinyin (Kovalcsuk, Vojnov) (PP) – 28:35 | 4–1                |                                          |                              |                                                                                   |
| Nyesztyerov (Guszev, Dacjuk) (PP) – 33:06 | 5–1                |                                          |                              |                                                                                   |
| Tyelegin (Grigorenko, Kablukov) – 53:15 | 6–1                |                                          |                              |                                                                                   |

| 2018. február 21. 21:10 (13:10) | Kanada (CAN) | 1–0 (0–0, 0–0, 1–0) | Finnország (FIN) | Gangneung Hockey Center, Phjongcshang Nézőszám: 2265 |

| Jegyzőkönyv                             | Jegyzőkönyv               | Jegyzőkönyv | Jegyzőkönyv    | Jegyzőkönyv                                                                              |
| --------------------------------------- | ------------------------- | ----------- | -------------- | ---------------------------------------------------------------------------------------- |
|                                         | Ben Scrivens Kevin Poulin | Kapusok     | Mikko Koskinen | Játékvezetők: Antonín Jeřábek Konstantin Olenin Vonalbírók: Gleb Lazarev Henrik Pihlblad |
| \| Noreau (O'Dell) – 40:55 \| 1–0 \| \| |                           |             |                | Játékvezetők: Antonín Jeřábek Konstantin Olenin Vonalbírók: Gleb Lazarev Henrik Pihlblad |
| 6 perc                                  | Büntetések                | 4 perc      |                | Játékvezetők: Antonín Jeřábek Konstantin Olenin Vonalbírók: Gleb Lazarev Henrik Pihlblad |
| 30                                      | Lövések                   | 21          |                | Játékvezetők: Antonín Jeřábek Konstantin Olenin Vonalbírók: Gleb Lazarev Henrik Pihlblad |
| Noreau (O'Dell) – 40:55                 | 1–0                       |             |                | Játékvezetők: Antonín Jeřábek Konstantin Olenin Vonalbírók: Gleb Lazarev Henrik Pihlblad |

| 2018. február 21. 21:10 (13:10) | Svédország (SWE) | 3–4 (h.u.) (0–2, 0–0, 3–1) (h.u.: 0–1) | Németország (GER) | Kwandong Hockey Center, Phjongcshang Nézőszám: 2092 |

| Jegyzőkönyv | Jegyzőkönyv  | Jegyzőkönyv                          | Jegyzőkönyv          | Jegyzőkönyv                                                                             |
| --- | ------------ | ------------------------------------ | -------------------- | --------------------------------------------------------------------------------------- |
| | Viktor Fasth | Kapusok                              | Danny aus den Birken | Játékvezetők: Mark Lemelin Aleksi Rantala Vonalbírók: Miroslav Lhotský Nathan Vanoosten |
| \| \| 0–1 \| 13:48 – Ehrhoff (Hager, Schütz) (PP) \| \| \| 0–2 \| 14:17 – Noebels (Kink) \| \| Lander (Dahlin, Omark) – 46:25 \| 1–2 \| \| \| \| 1–3 \| 48:28 – Kahun (Mauer) \| \| Hersley (Omark, Wikstrand) (PP) – 49:35 \| 2–3 \| \| \| Wikstrand (Lundqvist) – 51:37 \| 3–3 \| \| \| \| 3–4 \| 61:30 – Reimer (Ehliz, Boyle) \| |              |                                      |                      | Játékvezetők: Mark Lemelin Aleksi Rantala Vonalbírók: Miroslav Lhotský Nathan Vanoosten |
| 4 perc | Büntetések   | 6 perc                               |                      | Játékvezetők: Mark Lemelin Aleksi Rantala Vonalbírók: Miroslav Lhotský Nathan Vanoosten |
| 34 | Lövések      | 24                                   |                      | Játékvezetők: Mark Lemelin Aleksi Rantala Vonalbírók: Miroslav Lhotský Nathan Vanoosten |
| | 0–1          | 13:48 – Ehrhoff (Hager, Schütz) (PP) |                      | Játékvezetők: Mark Lemelin Aleksi Rantala Vonalbírók: Miroslav Lhotský Nathan Vanoosten |
| | 0–2          | 14:17 – Noebels (Kink)               |                      | Játékvezetők: Mark Lemelin Aleksi Rantala Vonalbírók: Miroslav Lhotský Nathan Vanoosten |
| Lander (Dahlin, Omark) – 46:25 | 1–2          |                                      |                      | Játékvezetők: Mark Lemelin Aleksi Rantala Vonalbírók: Miroslav Lhotský Nathan Vanoosten |
| | 1–3          | 48:28 – Kahun (Mauer)                |                      |                                                                                         |
| Hersley (Omark, Wikstrand) (PP) – 49:35 | 2–3          |                                      |                      |                                                                                         |
| Wikstrand (Lundqvist) – 51:37 | 3–3          |                                      |                      |                                                                                         |
| | 3–4          | 61:30 – Reimer (Ehliz, Boyle)        |                      |                                                                                         |

### Elődöntők
| 2018. február 23. 16:40 (8:40) | Csehország (CZE) | 0–3 (0–0, 0–2, 0–1) | Olimpikonok Oroszországból (OAR) | Gangneung Hockey Center, Phjongcshang Nézőszám: 4330 |

| Jegyzőkönyv | Jegyzőkönyv    | Jegyzőkönyv                             | Jegyzőkönyv       | Jegyzőkönyv                                                                       |
| --- | -------------- | --------------------------------------- | ----------------- | --------------------------------------------------------------------------------- |
| | Pavel Francouz | Kapusok                                 | Vasily Koshechkin | Játékvezetők: Brett Iverson Mark Lemelin Vonalbírók: Jimmy Dahmen Sakari Suominen |
| \| \| 0–1 \| 27:47 – Guszev (Dacjuk) \| \| \| 0–2 \| 28:14 – Gavrikov (Tyelegin, Grigorenko) \| \| \| 0–3 \| 59:39 – Kovalcsuk (Zub, Zubarev) (ENG) \| |                |                                         |                   | Játékvezetők: Brett Iverson Mark Lemelin Vonalbírók: Jimmy Dahmen Sakari Suominen |
| 6 perc | Büntetések     | 10 perc                                 |                   | Játékvezetők: Brett Iverson Mark Lemelin Vonalbírók: Jimmy Dahmen Sakari Suominen |
| 31 | Lövések        | 22                                      |                   | Játékvezetők: Brett Iverson Mark Lemelin Vonalbírók: Jimmy Dahmen Sakari Suominen |
| | 0–1            | 27:47 – Guszev (Dacjuk)                 |                   | Játékvezetők: Brett Iverson Mark Lemelin Vonalbírók: Jimmy Dahmen Sakari Suominen |
| | 0–2            | 28:14 – Gavrikov (Tyelegin, Grigorenko) |                   | Játékvezetők: Brett Iverson Mark Lemelin Vonalbírók: Jimmy Dahmen Sakari Suominen |
| | 0–3            | 59:39 – Kovalcsuk (Zub, Zubarev) (ENG)  |                   | Játékvezetők: Brett Iverson Mark Lemelin Vonalbírók: Jimmy Dahmen Sakari Suominen |

| 2018. február 23. 21:10 (13:10) | Kanada (CAN) | 3–4 (0–1, 1–3, 2–0) | Németország (GER) | Gangneung Hockey Center, Phjongcshang Nézőszám: 4057 |

| Jegyzőkönyv | Jegyzőkönyv  | Jegyzőkönyv                          | Jegyzőkönyv          | Jegyzőkönyv                                                                            |
| --- | ------------ | ------------------------------------ | -------------------- | -------------------------------------------------------------------------------------- |
| | Kevin Poulin | Kapusok                              | Danny aus den Birken | Játékvezetők: Jozef Kubuš Timothy Mayer Vonalbírók: Fraser McIntyre Alexander Otmakhov |
| \| \| 0–1 \| 14:43 – Macek (Kahun) (PP2) \| \| \| 0–2 \| 23:21 – Plachta (Hager) \| \| \| 0–3 \| 26:49 – Mauer (Goc, Wolf) \| \| Brulé (Lee, Noreau) (PP) – 28:17 \| 1–3 \| \| \| \| 1–4 \| 32:31 – Hager (Plachta, Schütz) (PP) \| \| Robinson (Thomas, Raymond) – 42:42 \| 2–4 \| \| \| Roy (Lee, Noreau) (PP) – 49:42 \| 3–4 \| \| |              |                                      |                      | Játékvezetők: Jozef Kubuš Timothy Mayer Vonalbírók: Fraser McIntyre Alexander Otmakhov |
| 35 perc | Büntetések   | 16 perc                              |                      | Játékvezetők: Jozef Kubuš Timothy Mayer Vonalbírók: Fraser McIntyre Alexander Otmakhov |
| 31 | Lövések      | 15                                   |                      | Játékvezetők: Jozef Kubuš Timothy Mayer Vonalbírók: Fraser McIntyre Alexander Otmakhov |
| | 0–1          | 14:43 – Macek (Kahun) (PP2)          |                      | Játékvezetők: Jozef Kubuš Timothy Mayer Vonalbírók: Fraser McIntyre Alexander Otmakhov |
| | 0–2          | 23:21 – Plachta (Hager)              |                      | Játékvezetők: Jozef Kubuš Timothy Mayer Vonalbírók: Fraser McIntyre Alexander Otmakhov |
| | 0–3          | 26:49 – Mauer (Goc, Wolf)            |                      | Játékvezetők: Jozef Kubuš Timothy Mayer Vonalbírók: Fraser McIntyre Alexander Otmakhov |
| Brulé (Lee, Noreau) (PP) – 28:17 | 1–3          |                                      |                      |                                                                                        |
| | 1–4          | 32:31 – Hager (Plachta, Schütz) (PP) |                      |                                                                                        |
| Robinson (Thomas, Raymond) – 42:42 | 2–4          |                                      |                      |                                                                                        |
| Roy (Lee, Noreau) (PP) – 49:42 | 3–4          |                                      |                      |                                                                                        |

### Bronzmérkőzés
| 2018. február 24. 21:10 (13:10) | Csehország (CZE) | 4–6 (1–3, 0–0, 3–3) | Kanada (CAN) | Gangneung Hockey Center, Phjongcshang Nézőszám: 4807 |

| Jegyzőkönyv | Jegyzőkönyv    | Jegyzőkönyv                              | Jegyzőkönyv  | Jegyzőkönyv                                                                                  |
| --- | -------------- | ---------------------------------------- | ------------ | -------------------------------------------------------------------------------------------- |
| | Pavel Francouz | Kapusok                                  | Kevin Poulin | Játékvezetők: Timothy Mayer Konstantin Olenin Vonalbírók: Fraser McIntyre Alexander Otmakhov |
| \| \| 0–1 \| 08:57 – Ebbett (Robinson, Gragnani) (PP) \| \| Růžička (Červenka) – 09:13 \| 1–1 \| \| \| \| 1–2 \| 09:28 – Kelly (Goloubef, Klinkhammer) \| \| \| 1–3 \| 15:57 – Roy (Kozun, Bourque) \| \| \| 1–4 \| 45:50 – Ebbett (Kozun, Goloubef) \| \| Kovář (Horák, Řepík) (EA) – 46:36 \| 2–4 \| \| \| \| 2–5 \| 49:37 – Kelly (Klinkhammer) \| \| \| 2–6 \| 55:23 – Wolski (Howden) \| \| Červenka (Nakládal, Mertl) – 56:26 \| 3–6 \| \| \| Červenka (Horák, Mozík) (PP, EA) – 57:55 \| 4–6 \| \| |                |                                          |              | Játékvezetők: Timothy Mayer Konstantin Olenin Vonalbírók: Fraser McIntyre Alexander Otmakhov |
| 4 perc | Büntetések     | 6 perc                                   |              | Játékvezetők: Timothy Mayer Konstantin Olenin Vonalbírók: Fraser McIntyre Alexander Otmakhov |
| 34 | Lövések        | 26                                       |              | Játékvezetők: Timothy Mayer Konstantin Olenin Vonalbírók: Fraser McIntyre Alexander Otmakhov |
| | 0–1            | 08:57 – Ebbett (Robinson, Gragnani) (PP) |              | Játékvezetők: Timothy Mayer Konstantin Olenin Vonalbírók: Fraser McIntyre Alexander Otmakhov |
| Růžička (Červenka) – 09:13 | 1–1            |                                          |              | Játékvezetők: Timothy Mayer Konstantin Olenin Vonalbírók: Fraser McIntyre Alexander Otmakhov |
| | 1–2            | 09:28 – Kelly (Goloubef, Klinkhammer)    |              | Játékvezetők: Timothy Mayer Konstantin Olenin Vonalbírók: Fraser McIntyre Alexander Otmakhov |
| | 1–3            | 15:57 – Roy (Kozun, Bourque)             |              |                                                                                              |
| | 1–4            | 45:50 – Ebbett (Kozun, Goloubef)         |              |                                                                                              |
| Kovář (Horák, Řepík) (EA) – 46:36 | 2–4            |                                          |              |                                                                                              |
| | 2–5            | 49:37 – Kelly (Klinkhammer)              |              |                                                                                              |
| | 2–6            | 55:23 – Wolski (Howden)                  |              |                                                                                              |
| Červenka (Nakládal, Mertl) – 56:26 | 3–6            |                                          |              |                                                                                              |
| Červenka (Horák, Mozík) (PP, EA) – 57:55 | 4–6            |                                          |              |                                                                                              |

### Döntő
| 2018. február 25. 13:10 (5:10) | Olimpikonok Oroszországból (OAR) | 4–3 (h.u.) (1–0, 0–1, 2–2) (h.u.: 1–0) | Németország (GER) | Gangneung Hockey Center, Phjongcshang Nézőszám: 5075 |

| Jegyzőkönyv | Jegyzőkönyv       | Jegyzőkönyv                        | Jegyzőkönyv          | Jegyzőkönyv                                                                        |
| --- | ----------------- | ---------------------------------- | -------------------- | ---------------------------------------------------------------------------------- |
| | Vasily Koshechkin | Kapusok                            | Danny aus den Birken | Játékvezetők: Mark Lemelin Aleksi Rantala Vonalbírók: Jimmy Dahmen Sakari Suominen |
| \| Vojnov (Guszev, Kaprizov) – 19:59 \| 1–0 \| \| \| \| 1–1 \| 29:32 – Schütz (Macek, Hager) \| \| Guszev (Kaprizov, Dacjuk) – 53:21 \| 2–1 \| \| \| \| 2–2 \| 53:31 – Kahun (Mauer, Ehliz) \| \| \| 2–3 \| 56:44 – J. Müller (Ehliz, Hördler) \| \| Guszev (Zub, Kaprizov) (SH, EA) – 59:04 \| 3–3 \| \| \| Kaprizov (Guszev, Vojnov) (PP) – 69:40 \| 4–3 \| \| |                   |                                    |                      | Játékvezetők: Mark Lemelin Aleksi Rantala Vonalbírók: Jimmy Dahmen Sakari Suominen |
| 4 perc | Büntetések        | 6 perc                             |                      | Játékvezetők: Mark Lemelin Aleksi Rantala Vonalbírók: Jimmy Dahmen Sakari Suominen |
| 30 | Lövések           | 25                                 |                      | Játékvezetők: Mark Lemelin Aleksi Rantala Vonalbírók: Jimmy Dahmen Sakari Suominen |
| Vojnov (Guszev, Kaprizov) – 19:59 | 1–0               |                                    |                      | Játékvezetők: Mark Lemelin Aleksi Rantala Vonalbírók: Jimmy Dahmen Sakari Suominen |
| | 1–1               | 29:32 – Schütz (Macek, Hager)      |                      | Játékvezetők: Mark Lemelin Aleksi Rantala Vonalbírók: Jimmy Dahmen Sakari Suominen |
| Guszev (Kaprizov, Dacjuk) – 53:21 | 2–1               |                                    |                      | Játékvezetők: Mark Lemelin Aleksi Rantala Vonalbírók: Jimmy Dahmen Sakari Suominen |
| | 2–2               | 53:31 – Kahun (Mauer, Ehliz)       |                      |                                                                                    |
| | 2–3               | 56:44 – J. Müller (Ehliz, Hördler) |                      |                                                                                    |
| Guszev (Zub, Kaprizov) (SH, EA) – 59:04 | 3–3               |                                    |                      |                                                                                    |
| Kaprizov (Guszev, Vojnov) (PP) – 69:40 | 4–3               |                                    |                      |                                                                                    |

## Végeredmény
| Hely. | Cs | Csapat                           | M | Gy | HGy | HV | V | G+ | G– | Gk  | P  | Végeredmény              |
| ----- | -- | -------------------------------- | - | -- | --- | -- | - | -- | -- | --- | -- | ------------------------ |
| 1.    | B  | Olimpikonok Oroszországból (OAR) | 6 | 4  | 1   | 0  | 1 | 27 | 9  | +18 | 14 | Arany                    |
| 2.    | C  | Németország (GER)                | 7 | 1  | 3   | 1  | 2 | 17 | 18 | −1  | 10 | Ezüst                    |
| 3.    | A  | Kanada (CAN)                     | 6 | 4  | 0   | 1  | 1 | 21 | 12 | +9  | 13 | Bronz                    |
| 4.    | A  | Csehország (CZE)                 | 6 | 2  | 2   | 0  | 2 | 16 | 15 | +1  | 10 | 4. helyezett             |
|       |    |                                  |   |    |     |    |   |    |    |     |    |                          |
| 5.    | C  | Svédország (SWE)                 | 4 | 3  | 0   | 1  | 0 | 11 | 5  | +6  | 10 | Kiesett a negyeddöntőben |
| 6.    | C  | Finnország (FIN)                 | 5 | 3  | 0   | 0  | 2 | 16 | 9  | +7  | 9  | Kiesett a negyeddöntőben |
| 7.    | B  | Egyesült Államok (USA)           | 5 | 2  | 0   | 2  | 1 | 11 | 12 | −1  | 8  | Kiesett a negyeddöntőben |
| 8.    | C  | Norvégia (NOR)                   | 5 | 0  | 1   | 1  | 3 | 5  | 18 | −13 | 3  | Kiesett a negyeddöntőben |
|       |    |                                  |   |    |     |    |   |    |    |     |    |                          |
| 9.    | B  | Szlovénia (SLO)                  | 4 | 0  | 2   | 1  | 1 | 9  | 14 | −5  | 5  | Kiesett a rájátszásban   |
| 10.   | A  | Svájc (SUI)                      | 4 | 1  | 0   | 1  | 2 | 11 | 11 | 0   | 4  | Kiesett a rájátszásban   |
| 11.   | B  | Szlovákia (SVK)                  | 4 | 1  | 0   | 1  | 2 | 7  | 12 | −5  | 4  | Kiesett a rájátszásban   |
| 12.   | A  | Dél-Korea (KOR) (R)              | 4 | 0  | 0   | 0  | 4 | 3  | 19 | −16 | 0  | Kiesett a rájátszásban   |

## Díjak
Az olimpia után a következő díjakat osztották ki:
| Legeredményesebb játékos - Nyikita Guszev (OAR) 12 pont Legértékesebb játékos - Ilja Kovalcsuk (OAR) Legjobb kapus - Danny aus den Birken (GER) Legjobb hátvéd - Vjacseszlav Vojnov (OAR) Legjobb csatár - Nyikita Guszev (OAR) | All-Star csapat - Vaszilij Kosecskin (OAR) – kapus - Maxim Noreau (CAN) – hátvéd - Vjacseszlav Vojnov (OAR) – hátvéd - Ilja Kovalcsuk (OAR) – csatár - Pavel Dacjuk (OAR) – csatár - Eeli Tolvanen (FIN) – csatár |